# Woda sodowa (singel)
Woda sodowa (zapis stylizowany: WODA SODOWA) – trzeci singel polskiego rapera Okiego z jego siódmego albumu studyjnego, zatytułowanego Era47. Singel został wydany 10 kwietnia 2024.
Nagranie otrzymało w Polsce status złotego singla, przekraczając liczbę 25 tysięcy sprzedanych kopii.

## Geneza utworu i historia wydania
Utwór napisali i skomponowali Oskar Kamiński i Adam Wiśniewski, który również odpowiada za produkcję utworu. 
Singel ukazał się w formacie digital download 10 kwietnia 2024 w Polsce za pośrednictwem wytwórni płytowej 2020 w dystrybucji Universal Music Polska. Piosenka została umieszczona na siódmym albumie studyjnym Okiego – Era47.

## Teledysk
Do utworu powstał teledysk w reżyserii Daniela Jaroszka, który udostępniono 11 kwietnia 2024 za pośrednictwem serwisu YouTube.

## Lista utworów
- Digital download[2]

1. „Woda sodowa” – 2:35

## Notowania

### Pozycje na listach sprzedaży
| Kraj   | Lista (2024)             | Najwyższa pozycja |
| ------ | ------------------------ | ----------------- |
| Polska | Billboard Poland Songs   | 6                 |
| Polska | OLiS – single w streamie | 6                 |

## Certyfikaty
| Kraj          | Certyfikat  | Sprzedaż |
| ------------- | ----------- | -------- |
| Polska (ZPAV) | złota płyta | 25 000+  |